# Éternels (comics)
Pour l’article homonyme, voir Les Éternels (bande dessinée).
Ne doit pas être confondu avec Éternels (DC Comics).
Les Éternels (en anglais The Eternals) est le nom d'une espèce de fiction évoluant dans l'univers Marvel de la maison d'édition Marvel Comics. Créée par Jack Kirby, cette race apparaît pour la première fois dans le comic book Eternals (vol. 1) #1 en juillet 1976. 
Au même titre que l’Homo sapiens ou les Déviants, les Éternels constituent une branche de l'humanité. Ils sont, comme les Déviants, le résultat d'une expérimentation sur Terre des entités cosmiques nommées les Célestes.

## Histoire fictionnelle
Les Éternels (Homo immortalis) sont une race issue, comme celle des Déviants, d'une expérimentation menée par les créatures de l'espace nommées les Célestes, quand ces derniers vinrent sur Terre 1 million d'années plus tôt lors de la première Armée Céleste. Les Éternels sont donc en partie liés aux Déviants, des êtres génétiquement instables, et à la race humaine standard. Le but de l'expérience était de faire évoluer des humains ; pour ce faire, les Célestes imprégnèrent les corps des Éternels d’énergie cosmique.
Rapidement après leur création, les Éternels établirent leur propre société, isolée des Déviants et des humains et n'ayant que peu de contacts avec eux pendant plusieurs siècles.
Sous la direction des frères Kronos (Chronos ou Cronius) et Uranos, les Éternels construisirent en Asie la ville de Titanos pour leur servir à la fois de demeure et de forteresse.
Quelques siècles plus tard, une guerre civile éclata au sein de leur civilisation, la faction d'Uranos s'exilant dans l'espace. Elle s'établit sur Uranus mais fut détruite par les Kree. Des survivants partirent se cacher sur Titan, l'une des lunes de la planète Saturne. Les Kree firent un prisonnier, Arlok, ce dernier servant de schéma de base pour créer la race des Inhumains.
Bien longtemps après, Kronos détruisit par accident la ville de Titanos lors d'une expérience dans son laboratoire et périt dans l'expérience. Ses deux fils, Mentor (A'Lars) et Zuras, furent les premiers à assembler l'Uni-Mind (en) (le « Grand Esprit » en VF), la conscience collective de leur espèce. L'Uni-Mind décida que Zuras deviendrait le nouveau leader sur Terre. Mentor partit rejoindre la cité de Titan et y épousa Sui-san.
Zuras fit construire Olympia, en Grèce. Deux autres villes furent aussi fondées : Polaria en Sibérie et Oceana dans le Pacifique. Olympia se trouvait sur le nexus reliant la réalité physique de la terre et le royaume dimensionnel d'Olympie, d'où vient l'Olympien Hercule. Zuras et Zeus firent un pacte de non-agression entre les deux races. C'est de là que vient la confusion — faite par l'humanité — entre les Éternels et les dieux de la mythologie grecque.
Lors de la quatrième Armée Céleste, les Célestes arrivèrent sur Terre pour juger l'humanité. Par peur d'être aussi détruits, Zuras leur déclara la guerre. Ces derniers le tuèrent mais laissèrent les humains en vie. Sa fille, Thena, prit le commandement et ordonna le départ pour l'espace de tous les Éternels, sous la forme de l'Uni-Mind.
Seul un petit groupe resta sur Terre (Thena, Ikaris, Makkari, Circé (Sersi), Gilgamesh, Kingo Sunen, Sprite, Cybèle, Phastos, Khoryphos et l'Interloper).
Alors qu’une guerre fait rage entre Mutants et Eternels, un nouveau Céleste est libéré : le Progenitor . Celui-ci veut juger tous les habitants de la Terre, ce qui pourrait provoquer sa destruction. Aidé des Vengeurs et des X-Men, les Eternels réussissent à convaincre le Céleste de renoncer à ses plans. Néanmoins, ils avouent aux terriens un secret honteux : lorsqu’un Eternel ressuscite, c’est au prix de la vie d’un humain. La conséquence est qu’ils sont désormais haïs de l’humanité.

## Pouvoirs et capacités
En raison de l'énergie cosmique qui imprègne leurs corps et de l'emprise mentale quasi incassable qu'ils ont sur leurs processus physiologiques, les Éternels de la Terre sont virtuellement immortels. Ils vivent des millénaires, ne se fatiguent pas en cas d'effort physique, sont immunisés contre la maladie et le poison et ne sont pas affectés par le  froid et la chaleur extrêmes de leur environnement. La plupart ne peuvent pas être blessés par des armes conventionnelles, et même s'ils le sont d'une manière ou d'une autre, un Éternel peut rapidement régénérer n'importe quel dommage tant qu'il est capable de conserver une emprise mentale sur son corps ; ce lien mental peut être brisé cependant.
Dans la série 2006, il a également été indiqué que les Éternels sont capables d’absorber directement l’oxygène de l’eau, et donc ne peuvent pas se noyer. Dans la même série, Ikaris est plongé dans du métal en fusion et éprouve une grande douleur, mais aucune blessure physique, ce que les Déviants attribuent à un champ de force qui protège Ikaris même quand celui-ci est inconscient. Il n'est cependant pas sûr que tous les Éternels partagent ce même degré de protection.
À une époque, la limite officielle de la durabilité des Éternels était qu'ils ne pouvaient être détruits de façon permanente qu'en dispersant une grande partie des molécules de leur corps sur une vaste zone. Cependant, il a été révélé que ce degré d’extrême durabilité avait augmenté dans une bien plus grande mesure ; dans la série limitée Eternals de 2006, il est démontré que même la dispersion moléculaire totale est insuffisante pour détruire un Éternel. Tant que « la Machine » (un dispositif de restauration d'origine céleste ; peut-être la Terre elle-même) continue de fonctionner, tout Éternel détruit finira par revenir, comme ce fut le cas avec Ikaris après avoir été complètement vaporisé par un accélérateur de particules dans le cadre d'une série d'« expériences » effectuées sur lui par les Déviants.
Les Éternels peuvent canaliser l'énergie cosmique contenue dans leur corps, et sont potentiellement tous capables d'effectuer ou d'obtenir un certain nombre de capacités surhumaines.
- Force surhumaine. La limite de leur force peut être augmentée après des années consacrées à concentrer une partie de leur énergie dans ce but.
- Vol dans les airs (et lévitation d’autres individus et objets).
- Lecture et contrôle des esprits.
- Génération d'illusions.
- Téléportation sur de grandes distances, bien que la plupart des Éternels préfèrent ne pas utiliser cette capacité car beaucoup la trouvent inconfortable ou incommode (et selon la série 2006, cela épuise aussi considérablement leur réserve d'énergie cosmique).
- Transmutation des objets, en modifiant à la fois leur forme et leur composition (l'étendue de cette capacité peut varier d'un Éternel à un autre).
- Génération de champs de force offrant une invulnérabilité aux dommages.
- De plus, des groupes d’Éternels, trois à la fois, peuvent initier une transformation collective en une « gestalt » (structure mentale) appelée l'Uni-Mind (en) (le « Grand Esprit » en VF), une entité psionique extrêmement puissante qui regroupe et contient la totalité des pouvoirs et des capacités de tous les êtres qui la composent.

Certains Éternels choisissent de se concentrer sur un pouvoir particulier afin d'accroître leur efficacité. Circé (Sersi) par exemple, a développé son pouvoir de transmutation plus loin que tout autre Éternel. De plus, certains Éternels choisissent de concentrer leurs énergies cosmiques sur d’autres capacités non standard. Ikaris, par exemple, canalise son énergie cosmique pour améliorer considérablement ses sens, tandis que l'Interloper utilise la sienne pour générer la peur chez les autres et Makkari pour la haute vitesse.
Les Éternels ne connaissent de naissances que tous les 1000 ans. Un enfant de parents éternel et humain est plus fréquent, mais la progéniture n'hérite pas des pouvoirs de son parent éternel.

## Membres

### Éternels de la Terre
- Aginar, un Éternel de Polaria, la ville des Éternels située en Sibérie. Il fut le chef militaire de la communauté puis devint le chef militaire de tous les Éternels de la Terre.
- Ajak, un archéologue.
- Akpaxa
- Arlok
- Astron
- Cybèle, la mère de Théna et femme de Zuras.
- Circé, une hédoniste et magicienne qui fit partie des Vengeurs pendant quelque temps.
- les Frères Delphan
- Domo, un administrateur.
- Druig, un espion[9].
- El Vampiro, un lutteur professionnel. Brillant combattant, il devint très vite populaire et invaincu. Un jour, il affronta lors d'un match El Toro Rojo[10] (un combatant Déviant) et fut gravement blessé. Il fut sauvé par Thor qui l'aida à vaincre son ennemi. El Vampiro fit partie du groupe rassemblé par Druig. Il affronta les X-Men à San Francisco lors de l'arrivée de la Horde.
- Eramis
- Gilgamesh/Hero/The Forgotten One, un guerrier ayant fait partie des Vengeurs[11].
- Ikaris, un guerrier. Garde un artefact des Célestes dans la Pyramide des Vents.
- L'Interloper, un ermite, ex-membre des Défenseurs.
- Kingo Sunen, un acteur et samouraï.
- Khoriphos, un musicien.
- Legba
- Makkari, un pilote qui eut plusieurs carrières de super-héros dans le passé. Dans les années 1940, il fut Mercure, ou encore Hurricane.
- Pannix
- Phastos, un inventeur.
- Phosphoros
- Pixie
- Sigmar, un scientifique.
- Sprite (en), un être farceur, le plus « jeune » de l'espèce.
- Thena, le leader des Éternels de la terre.
- Titanis, un gladiateur[12].
- Valkin, le leader des Éternels Polaires.
- Virako, un guerrier[13].
- Zarin, un chef militaire.
- Zuras, leader des Éternels de la Terre.

### Éternels de Titan
- A'lars, alias Mentor, le leader des Éternels de Titan, destitué par Thanos.
- Demeityr[14]
- Kronos (aussi connu comme Chronos/Chronius), un scientifique devenu une entité cosmique incorporelle à la suite d'une expérience dans son laboratoire qui tourna mal et le détruisit.
- Eros, alias Starfox , un aventurier, ancien membre des Vengeurs.
- Thanos, fils de Mentor et frère d'Eros, conquérant nihiliste et empereur de Titan, devenu un quasi-dieu.

### Éternels sur Uranus
- Sui-San
- Uranos

### Générations
Les Éternels sont répartis entre cinq groupes générationnels différents
- Première génération des Éternels (ceux nés avant la chute de Titanos) :

Arlok, Astron, Daina, Kronos/Chronos/Chronus, Master Elo, Oceanus, Shastra, Thyrio, Uranos.
- Seconde génération des Éternels (ceux qui sont en vie au moment de l'expérience de Kronos) :

Mentor (A'lars), Amaa, Cybele, Forgotten One/Gilgamesh, Helios, Perse, Rakar, Tulayn, Valkin, Virako, Zuras.
- Troisième génération des Éternels (ceux qui sont nés après l'expérience de Kronos, mais avant la venue de la seconde Armée Céleste) :

Aginar, Ajak, Arex, Atlo, Domo, Ikaris, Interloper, Mara, Phastos, Sigmar, Thanos, Thena, Veron, Zarin.
- Quatrième génération des Éternels (ceux qui sont nés après la venue de la seconde Armée Céleste, il y a environ 25 000 ans) :

Argos, Ceyote, Chi Demon, les Frères Delphan, Druig, Khoryphos, Makkari, Psykos, Sersi, Kingo Sunen, El Vampiro.
- Cinquième génération des Éternels (ceux qui sont nés après la venue de la troisième Armée Céleste, il y a environ 1 000 ans) :

Aurelle, Sprite (en), Titanis.

## Versions alternatives

### The Eternal(2003-2004)
La mini-série The Eternal scénarisée par Chuck Austen et dessinée par Kev Walker, a revisité les origines des Éternels, mais sa publication sous le label Max (collection de Marvel pour adultes) laisse planer des doutes sur son intégration à la continuité.
Dans cette mini-série, les Éternels sont des aliens qui ont été réduits en esclavage par les Célestes, responsables de l'extermination de toutes leurs femmes. Leur travail est de voyager de planète en planète, transformant les populations locales en versions améliorées, baptisées Déviants, capables de comprendre des ordres basiques et d'accomplir les tâches qui leur sont assignées, au moyen d'un instrument baptisé Apple (Pomme). Ils les forcent ensuite à exploiter les ressources de leur monde pour le compte des Célestes. Il est interdit aux Éternels de se reproduire avec des Déviants ou laisser une civilisation naître, sous peine d'être annihilés par les Célestes.
Cependant, les Déviants terrestres s'avèrent ressembler aux Éternels, qui décident de prendre compagne parmi eux. Leur chef, Ikaeden, tombe amoureux d'une Déviante humaine, Jeska, qui va acquérir une conscience développée, puis tomber enceinte, ce qui l'amène à braver tous les interdits. Son second, le sadique Kurassus, s'oppose à ce mouvement, et déclenche un conflit généralisé, déchaînant contre Ikaeden des Déviants humains rendus complètement conscients, et des Déviants extra-terrestres (qui correspondent aux Déviants classiques) issus d'un précédent monde. 
Ikaeden les convaincra qu'ils sont manipulés et que tous peuvent vivre libres quand trois Célestes finissent par intervenir. Ils seront détruits par les restes, sous forme d'astéroïdes, d'un monde qu'ils avaient autrefois détruit pour les mêmes raisons, ce qui donnera aux peuples de la Terre le temps de se développer avant que d'autres Célestes ne viennent visiter la Terre.

### The Eternals(2006-2007 et 2008-2009)
Une quatrième série a vu le jour en 2008, faisant directement suite à une mini-série (en 2006-2007).
Dans la mini-série liminaire, les Éternels avaient été éparpillés sur Terre, à la suite d'un complot du jeune Sprite. Ce dernier désirait vieillir, et avait donc, grâce à ses puissants pouvoirs illusoires, effacé les souvenirs des membres de sa race. Ikaris réussit à retrouver la mémoire mais un groupe de Déviants kidnappa Makkari, l'utilisant pour réveiller le Céleste Rêveur, enfoui sous une montagne en Californie. Le Céleste, déterré, choisit de juger l'Humanité, action qui prendra un temps inconnu.
La nouvelle série présente donc les héros Éternels (Ikaris, Théna, et Makkari) opposé à Druig, à la recherche des Éternels « endormis », pour leur faire rejoindre leur cause.

## Publications
- Eternals #1-19 (série continue, juillet 1976 - janvier 1978) (en France dans Strange n°90 à 93, Étranges Aventures n°62 à 64, Les Éternels (Marvel Deluxe))
- Eternals Annual #1 (1977) (en France dans Étranges Aventures n°62 et Les Éternels (Marvel Deluxe))
- Eternals #1-12 (octobre 1985 - septembre 1986)
- Eternals: The Herod Factor (1991)
- The New Eternals: Apocalypse Now (ou Eternals: The New Breed) #1 (février 2000)
- The Eternal #1-6 (août 2003 - janvier 2004)
- Eternals #1-7 (juin 2006 - février 2007) (en France dans Les Éternels (100 % Marvel) n°1 et 2, Les Éternels (Marvel Select))
- Eternals #1-9, Annual #1 (2008-2009) (en France dans Les Éternels (100% Marvel) n°3)

## Apparitions dans d'autres médias

### Cinéma
En avril 2018, le président de Marvel Studios Kevin Feige annonce qu'un film sur les Éternels est en développement et qu'il pourrait être centré sur Ikaris et Circé,. En mai 2018, Matthew et Ryan Firpo sont chargés d'écrire un script. Il est confirmé qu'un film sortira le 4 novembre 2021 où les Éternels protègent la Terre contre les Déviants. En septembre 2018, Chloé Zhao est choisie comme réalisatrice. En avril 2019, Angelina Jolie est confirmée dans le rôle de Circé (il est plus tard révélé qu'elle joue finalement Thena) alors que Kumail Nanjiani la rejoint quelques jours plus tard, suivi par l'acteur coréen Ma Dong-seok.

### Motion comic
Un film Marvel Knights Animation en motion comic sort en DVD en septembre 2014.